# Lista över filmer från Touchstone Pictures
Detta är en lista över filmer producerade av Touchstone Pictures.

## 1980-talet
| Titel                           | Originaltitel                   | År   |
| ------------------------------- | ------------------------------- | ---- |
| Splash                          | Splash                          | 1984 |
| Baby - Djungelns hemlighet      | Baby: Secret of the Lost Legend | 1985 |
| Time Busters                    | My Science Project              | 1985 |
| På luffen i Beverly Hills       | Down and Out in Beverly Hills   | 1986 |
| Polis på hal is                 | Off Beat                        | 1986 |
| Hjärtlösa typer                 | Ruthless People                 | 1986 |
| Hårda grabbar                   | Tough Guys                      | 1986 |
| The Color of Money - Revanschen | The Color of Money'             | 1986 |
| Par i damer                     | Outrageous Fortune              | 1987 |
| Bäddat för trubbel              | Tin Men                         | 1987 |
| Ernest Goes to Camp             | Ernest Goes to Camp             | 1987 |
| En natt på stan                 | Adventures in Babysitting       | 1987 |
| Spanarna                        | Stakeout                        | 1987 |
| Can't Buy Me Love               | Can't Buy Me Love               | 1987 |
| Här är jag igen!                | Hello Again                     | 1987 |
| Tre män och en baby             | Three Men and a Baby            | 1987 |
| Good Morning, Vietnam           | Good Morning, Vietnam           | 1987 |
| Skjut för att döda              | Shoot to Kill                   | 1988 |
| Jagad av döden                  | D.O.A.                          | 1988 |
| Två systrar för mycket          | Big Business                    | 1988 |
| Vem satte dit Roger Rabbit?     | Who Framed Roger Rabbit         | 1988 |
| Cocktail                        | Cocktail                        | 1988 |
| Räddningspatrullen              | The Rescue                      | 1988 |
| Heartbreak Hotel                | Heartbreak Hotel                | 1988 |
| Kärlekens pris                  | The Good Mother                 | 1988 |
| Ernest räddar julen             | Ernest Saves Christmas          | 1988 |
| Stränder                        | Beaches                         | 1988 |
| Tre på rymmen                   | Three Fugitives                 | 1989 |
| New York Stories                | New York Stories                | 1989 |
| Brott i olag                    | Disorganized Crime              | 1989 |
| Döda poeters sällskap           | Dead Poets Society              | 1989 |
| Turner & Hooch                  | Turner & Hooch                  | 1989 |
| Oskyldigt dömd                  | An Innocent Man                 | 1989 |
| Ska vi leka doktor?             | Gross Anatomy                   | 1989 |
| Blaze                           | Blaze                           | 1989 |

## 1990-talet
| Titel                                   | Originaltitel                                               | År   |
| --------------------------------------- | ----------------------------------------------------------- | ---- |
| Okänd svensk titel                      | The Disturbance                                             | 1990 |
| Stella - ensam mor                      | Stella                                                      | 1990 |
| Okänd svensk titel                      | Where the Heart Is                                          | 1990 |
| Pretty Woman                            | Pretty Woman                                                | 1990 |
| Ernest bakom lås och bom                | Ernest Goes to Jail                                         | 1990 |
| Jorden tur & retur                      | Spaced Invaders                                             | 1990 |
| Fire Birds                              | Fire Birds                                                  | 1990 |
| Dick Tracy                              | Dick Tracy                                                  | 1990 |
| Betsys bröllop                          | Betsy's Wedding                                             | 1990 |
| Ursäkta, är vi gifta?                   | Mr. Destiny                                                 | 1990 |
| Tre män och en liten tjej               | 3 Men and a Little Lady                                     | 1990 |
| Gifta på låtsas                         | Green Card                                                  | 1990 |
| Scener från en galleria                 | Scenes from a Mall                                          | 1991 |
| Oscar                                   | Oscar                                                       | 1991 |
| Hur mår Bob?                            | What About Bob?                                             | 1991 |
| Rocketeer                               | The Rocketeer                                               | 1991 |
| Läkaren                                 | The Doctor                                                  | 1991 |
| Galen identitet                         | True Identity                                               | 1991 |
| Paradise                                | Paradise                                                    | 1991 |
| Tills döden skiljer oss åt              | Deceived                                                    | 1991 |
| Ernest - töntarnas konung               | Ernest Scared Stupid                                        | 1991 |
| Billy Bathgate                          | Billy Bathgate                                              | 1991 |
| Brudens far                             | Father of the Bride                                         | 1991 |
| Kaos i kulissen                         | Noises Off...                                               | 1992 |
| En värsting till syster                 | Sister Act                                                  | 1992 |
| En främling mitt ibland oss             | A Stranger Among Us                                         | 1992 |
| Ninja Kids                              | 3 Ninjas                                                    | 1992 |
| Pistolen i Betty Lous handväska         | The Gun in Betty Lou's Handbag                              | 1992 |
| Crossing the Bridge                     | Crossing the Bridge                                         | 1992 |
| Kapten Trubbel                          | Captain Ron                                                 | 1992 |
| 1492 - den stora upptäckten             | 1492: Conquest of Paradise                                  | 1992 |
| Alive                                   | Alive                                                       | 1993 |
| Älska igen!                             | The Cemetery Club                                           | 1993 |
| Indiansommar                            | Indian Summer                                               | 1993 |
| Give Me a Break                         | Life with Mikey                                             | 1993 |
| Tina - What's Love Got To Do with It    | What's Love Got to Do with It                               | 1993 |
| Spanarna 2                              | Another Stakeout                                            | 1993 |
| Okänd svensk titel                      | My Boyfriend's Back                                         | 1993 |
| Okänd svensk titel                      | The Program                                                 | 1993 |
| The Nightmare Before Christmas          | The Nightmare Before Christmas                              | 1993 |
| En värsting till syster 2               | Sister Act 2: Back in the Habit                             | 1993 |
| Cabin Boy                               | Cabin Boy                                                   | 1994 |
| Farsa på låtsas                         | My Father the Hero                                          | 1994 |
| Absolut gisslan                         | The Ref                                                     | 1994 |
| Inkwell                                 | The Inkwell                                                 | 1994 |
| When a Man Loves a Woman                | When a Man Loves a Woman                                    | 1994 |
| Renaissance Man                         | Renaissance Man                                             | 1994 |
| I Love Trouble                          | I Love Trouble                                              | 1994 |
| Okänd svensk titel                      | It's Pat                                                    | 1994 |
| En pappa för mycket                     | A Simple Twist of Fate                                      | 1994 |
| Ed Wood                                 | Ed Wood                                                     | 1994 |
| En indian i stan                        | Un indien dans la ville                                     | 1994 |
| Bad Company                             | Bad Company                                                 | 1995 |
| Julipassionen                           | Feast of July                                               | 1995 |
| The Jerky Boys                          | The Jerky Boys                                              | 1995 |
| Jefferson i Paris                       | Jefferson in Paris                                          | 1995 |
| Die Hard – Hämningslöst                 | Die Hard with a Vengeance                                   | 1995 |
| Die Hard – Hämningslöst                 | internationell distribution; produceras av 20th Century Fox |      |
| Mad Love                                | Mad Love                                                    | 1995 |
| Two Much                                | Two Much                                                    | 1995 |
| Brudens far 2                           | Father of the Bride Part II                                 | 1995 |
| Mr. Wrong                               | Mr. Wrong                                                   | 1996 |
| Tid att älska                           | Up Close & Personal                                         | 1996 |
| Last Dance                              | Last Dance                                                  | 1996 |
| Boys                                    | Boys                                                        | 1996 |
| Fenomen                                 | Phenomenon                                                  | 1996 |
| Kazaam                                  | Kazaam                                                      | 1996 |
| The War at Home                         | The War at Home                                             | 1996 |
| Ransom                                  | Ransom                                                      | 1996 |
| The Preacher's Wife                     | The Preacher's Wife                                         | 1996 |
| Okänd svensk titel                      | The Rest of My Life                                         | 1997 |
| Okänd svensk titel                      | Cyclops, Baby                                               | 1997 |
| Metro                                   | Metro                                                       | 1997 |
| The Sixth Man                           | The Sixth Man                                               | 1997 |
| Romy & Michele – blondiner har roligare | Romy and Michele's High School Reunion                      | 1997 |
| Con Air                                 | Con Air                                                     | 1997 |
| Face/Off                                | Face/Off                                                    | 1997 |
| Inget att förlora                       | Nothing to Lose                                             | 1997 |
| Tusen tunnland                          | A Thousand Acres                                            | 1997 |
| Playing God                             | Playing God                                                 | 1997 |
| Starship Troopers                       | Starship Troopers                                           | 1997 |
| Kundun                                  | Kundun                                                      | 1997 |
| Krippendorf's Tribe                     | Krippendorf's Tribe                                         | 1998 |
| He Got Game                             | He Got Game                                                 | 1998 |
| Mannen som kunde tala med hästar        | The Horse Whisperer                                         | 1998 |
| Sex dagar sju nätter                    | Six Days Seven Nights                                       | 1998 |
| Armageddon                              | Armageddon                                                  | 1998 |
| The Patriot                             | The Patriot                                                 | 1998 |
| Maffia!                                 | Jane Austen's Mafia!                                        | 1998 |
| Snake Eyes                              | Snake Eyes                                                  | 1998 |
| Rushmore                                | Rushmore                                                    | 1998 |
| Älskade                                 | Beloved                                                     | 1998 |
| Holy Man                                | Holy Man                                                    | 1998 |
| Waterboy                                | The Waterboy                                                | 1998 |
| Enemy of the State                      | Enemy of the State                                          | 1998 |
| A Civil Action                          | A Civil Action                                              | 1998 |
| Okänd svensk titel                      | Mother's Helper                                             | 1999 |
| Hollywood gigolo                        | Deuce Bigalow: Male Gigolo                                  | 1999 |
| Okänd svensk titel                      | The Other Sister                                            | 1999 |
| 10 orsaker att hata dig                 | 10 Things I Hate About You                                  | 1999 |
| Okänd svensk titel                      | Cradle Will Rock                                            | 1999 |
| Summer of Sam                           | Summer of Sam                                               | 1999 |
| Instinct                                | Instinct                                                    | 1999 |
| Den 13:e krigaren                       | The 13th Warrior                                            | 1999 |
| Runaway Bride                           | Runaway Bride                                               | 1999 |
| Okänd svensk titel                      | Mumford                                                     | 1999 |
| Bringing Out the Dead                   | Bringing Out the Dead                                       | 1999 |
| The Insider                             | The Insider                                                 | 1999 |
| 200-årsmannen                           | Bicentennial Man                                            | 1999 |
| Play It to the Bone                     | Play It to the Bone                                         | 1999 |

## 2000-talet
| Titel                                 | Originaltitel                        | År   |
| ------------------------------------- | ------------------------------------ | ---- |
| Mission to Mars                       | Mission to Mars                      | 2000 |
| High Fidelity                         | High Fidelity                        | 2000 |
| Tro hopp kärlek                       | Keeping the Faith                    | 2000 |
| O Brother, Where Art Thou?            | O Brother Where Art Thou?            | 2000 |
| Shanghai Noon                         | Shanghai Noon                        | 2000 |
| Gone in 60 Seconds                    | Gone in Sixty Seconds                | 2000 |
| Coyote Ugly                           | Coyote Ugly                          | 2000 |
| Okänd svensk titel                    | The Crew                             | 2000 |
| Unbreakable                           | Unbreakable                          | 2000 |
| Okänd svensk titel                    | Double Take                          | 2001 |
| Pearl Harbor                          | Pearl Harbor                         | 2001 |
| Crazy/Beautiful                       | Crazy/Beautiful                      | 2001 |
| Okänd svensk titel                    | High Heels and Low Lifes             | 2001 |
| Okänd svensk titel                    | Bubble Boy                           | 2001 |
| Okänd svensk titel                    | New Port South                       | 2001 |
| Royal Tenenbaums                      | The Royal Tenenbaums                 | 2001 |
| Okänd svensk titel                    | Corky Romano                         | 2001 |
| Okänd svensk titel                    | Out Cold                             | 2001 |
| Okänd svensk titel                    | Sorority Boys                        | 2002 |
| Okänd svensk titel                    | Big Trouble                          | 2002 |
| Bad Company                           | Bad Company                          | 2002 |
| Drakarnas rike                        | Reign of Fire                        | 2002 |
| Signs                                 | Signs                                | 2002 |
| Okänd svensk titel                    | Moonlight Mile                       | 2002 |
| Sweet Home Alabama                    | Sweet Home Alabama                   | 2002 |
| The Hot Chick                         | The Hot Chick                        | 2002 |
| 25th Hour                             | 25th Hour                            | 2002 |
| Uppdraget                             | The Recruit                          | 2003 |
| Shanghai Knights                      | Shanghai Knights                     | 2003 |
| Bringing Down the House               | Bringing Down the House              | 2003 |
| Okänd svensk titel                    | Hope Springs                         | 2003 |
| Veronica Guerin - I sanningens tjänst | Veronica Guerin                      | 2003 |
| Kalenderflickorna                     | Calendar Girls                       | 2003 |
| Open Range                            | Open Range                           | 2003 |
| Cold Creek Manor                      | Cold Creek Manor                     | 2003 |
| Under Toscanas sol                    | Under the Tuscan Sun                 | 2003 |
| Hidalgo                               | Hidalgo                              | 2004 |
| The Ladykillers                       | The Ladykillers                      | 2004 |
| Okänd svensk titel                    | The Alamo                            | 2004 |
| Helens små underverk                  | Raising Helen                        | 2004 |
| King Arthur                           | Kung Arthur                          | 2004 |
| The Village                           | The Village                          | 2004 |
| Okänd svensk titel                    | Mr. 3000                             | 2004 |
| Ladder 49                             | Ladder 49                            | 2004 |
| Okänd svensk titel                    | The Last Shot                        | 2004 |
| The Life Aquatic with Steve Zissou    | The Life Aquatic with Steve Zissou   | 2004 |
| Liftarens guide till galaxen          | The Hitchhiker's Guide to the Galaxy | 2005 |
| A Lot Like Love                       | A Lot Like Love                      | 2005 |
| Cinderella Man                        | Cinderella Man                       | 2005 |
| Dark Water                            | Dark Water                           | 2005 |
| Casanova                              | Casanova                             | 2005 |
| Goal!                                 | Goal!                                | 2005 |
| Shopgirl                              |                                      | 2005 |
| Flightplan                            | Flightplan                           | 2005 |
| Okänd svensk titel                    | The Greatest Game Ever Played        | 2005 |
| Kinky Boots                           | Kinky Boots                          | 2005 |
| Rearranged                            |                                      | 2006 |
| Annapolis                             |                                      | 2006 |
| Step Up                               |                                      | 2006 |
| The Guardian                          | The Guardian                         | 2006 |
| Prestige                              | The Prestige                         | 2006 |
| Déjà Vu                               | Déjà Vu                              | 2006 |
| Min brors flickvän                    | Dan in Real Life                     | 2007 |
| The Invisible                         | The Invisible                        | 2007 |
| Wild Hogs                             | Wild Hogs                            | 2007 |
| Miraklet vid St. Anna                 |                                      | 2008 |
| Step Up 2 - The Streets               |                                      | 2008 |
| En shopaholics bekännelser            | Confessions Of A Shopaholic          | 2009 |
| The Proposal                          | The Proposal                         | 2009 |

## 2010-talet
| Titel          | Originaltitel | År   |
| -------------- | ------------- | ---- |
| Step Up 3D     |               | 2010 |
| The Tempest    |               | 2010 |
| The Last Song  | The Last Song | 2010 |
| When in Rome   |               | 2010 |
| You Again      |               | 2010 |
| Gnomeo & Julia |               | 2011 |
| Real Steel     |               | 2011 |
| People Like Us |               | 2012 |